# Przybój

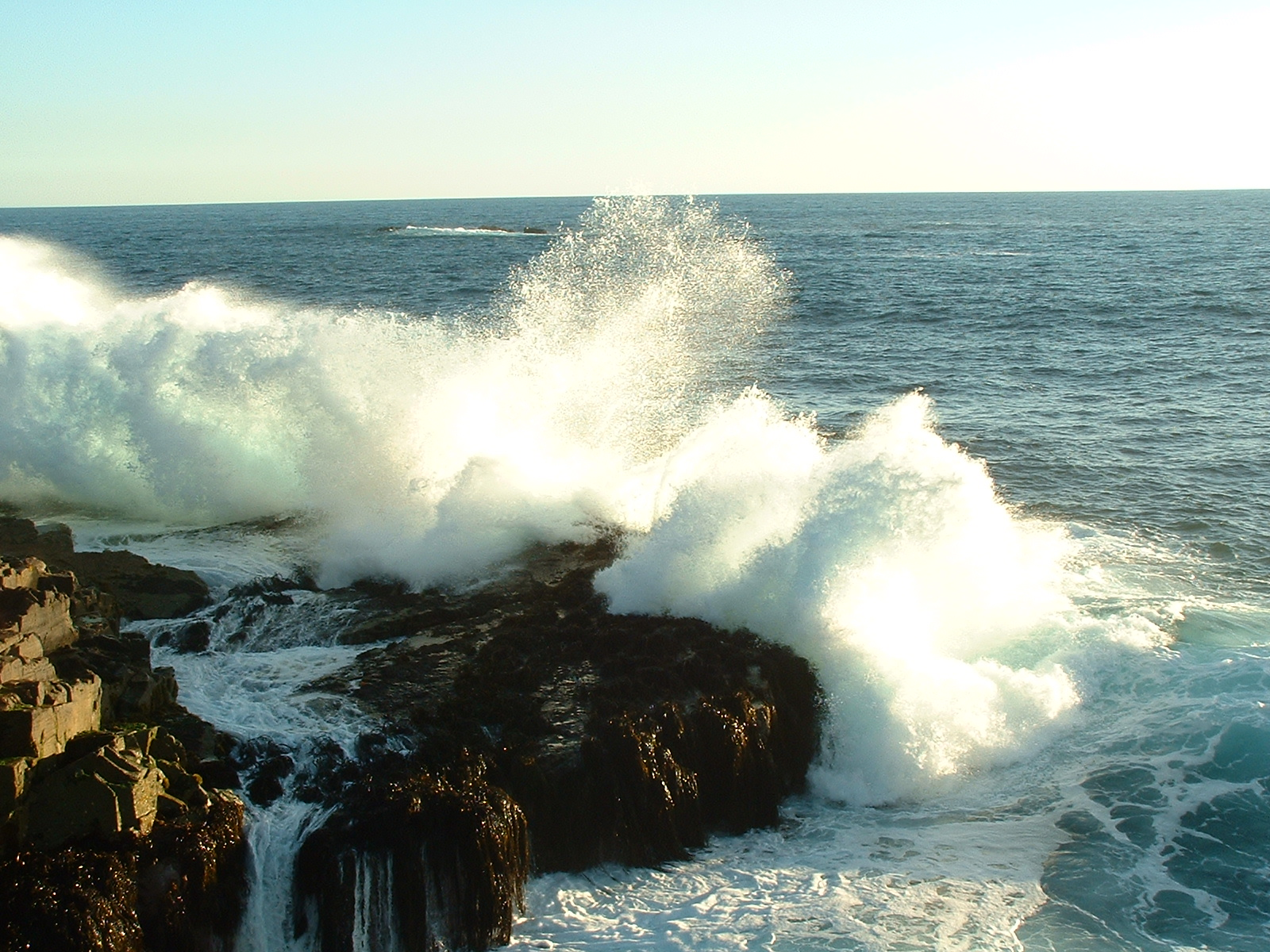
Przybój

Przybój – wahadłowy ruch wody od brzegu i do brzegu, wywołany załamaniem się fali na płytkiej wodzie przybrzeżnej, czyli uderzanie fal o brzeg zbiornika wodnego. 